# Ambachtsschool (Wageningen)

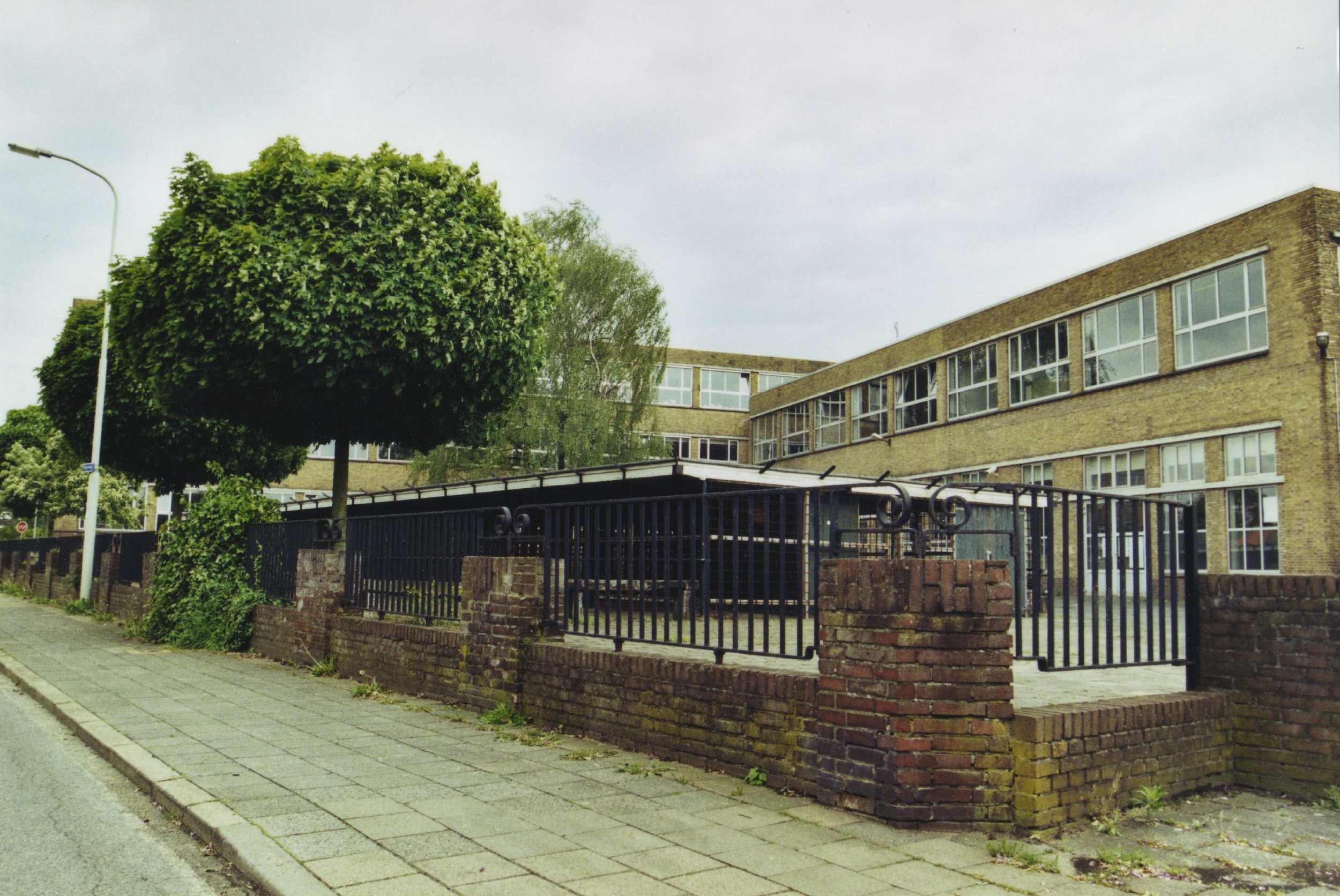
De Ambachtsschool vanaf de Vergersweg in 2009

De Ambachtsschool was een onderwijsgebouw aan de Grintweg (nu Churchillweg) in Wageningen. Het stond op de hoek van de Vergersweg en de Grintweg. Het werd gebouwd in 1932/1933. Het was ontworpen door Andries Baart sr.. Het gebouw werd in gebruik genomen op 1 september 1933. Het werd geopend door de toenmalige burgemeester J.M.A. Wijnaendts van Resandt. Met een druk op een seinsleutel werd de buitenklok in werking gesteld.
In de Tweede Wereldoorlog, omstreeks 1943, werd het gebouw zwaar beschadigd door een Engelse Lancaster bom. Na herstelwerkzaamheden kreeg het gebouw aan de hoofdingang-zijde tegeltableaus. In de volksmond heette het gebouw de Ambachtsschool maar het was ook bekend onder de naam Nijverheidsschool en Nutsambachtsschool. Later werd het de Technische School (LTS) en in de jaren negentig werd het onderdeel van scholengemeenschap Pantarijn.
Het gebouw had geen monumentale status en is gesloopt in 2010. Dankzij financiële steun van Wageningen Monumentaal en Boei kon de hoge klok aan de linkerkant van de voorgevel van de sloop gered worden. De tegeltableaus konden niet gered worden.

## Fotogalerij

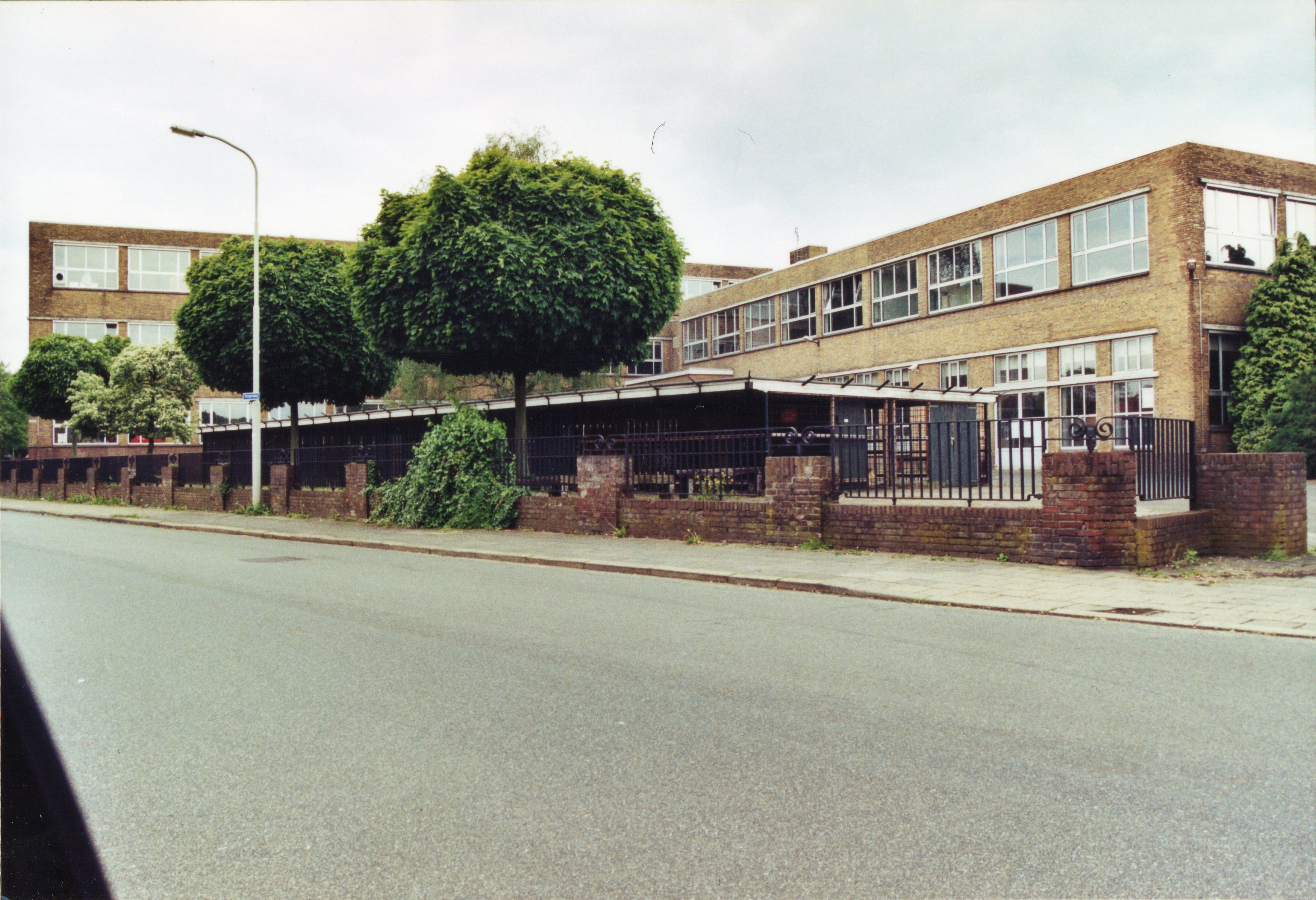
Vanaf de Vergersweg
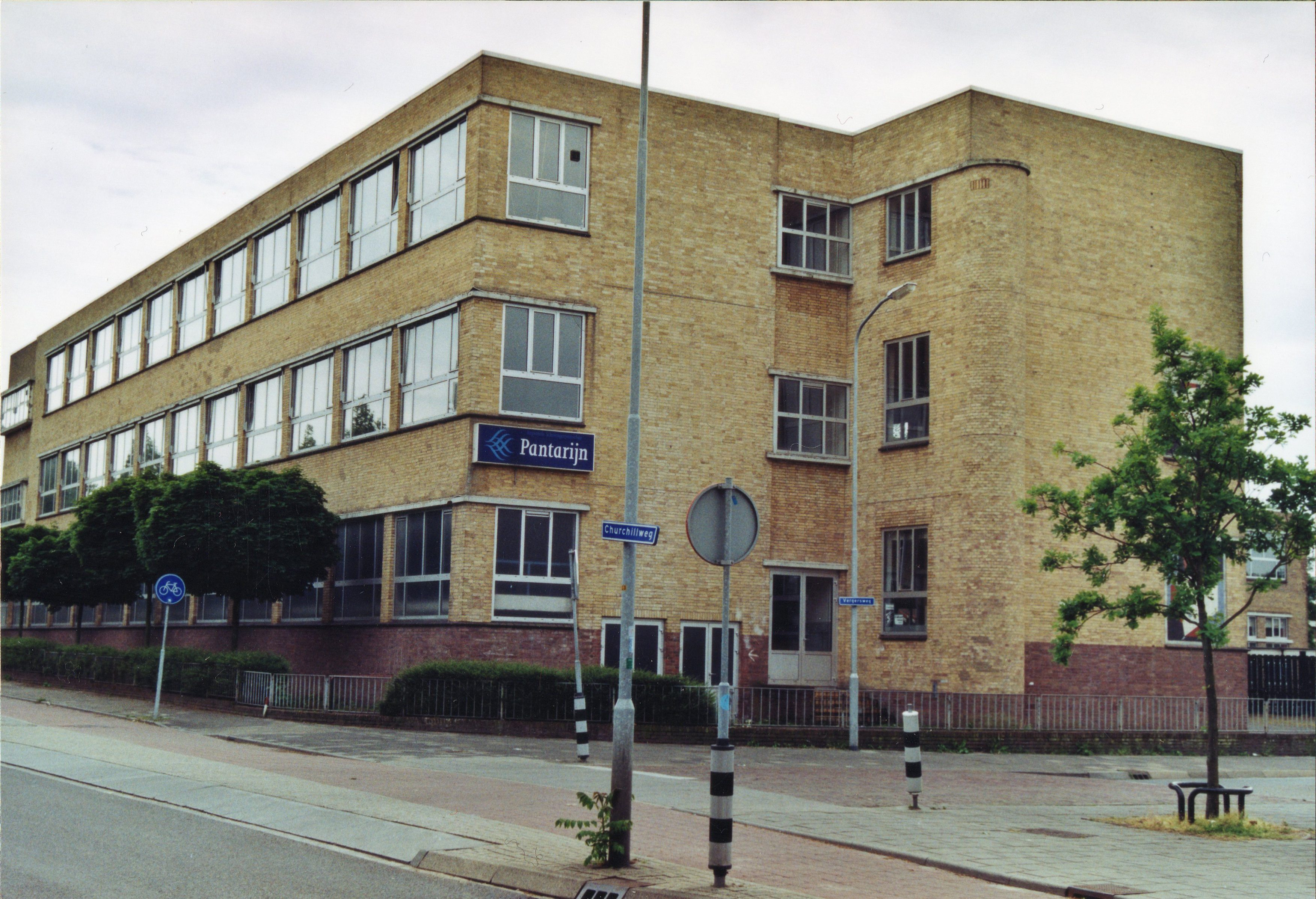
Hoek Churchillweg/Vergersweg
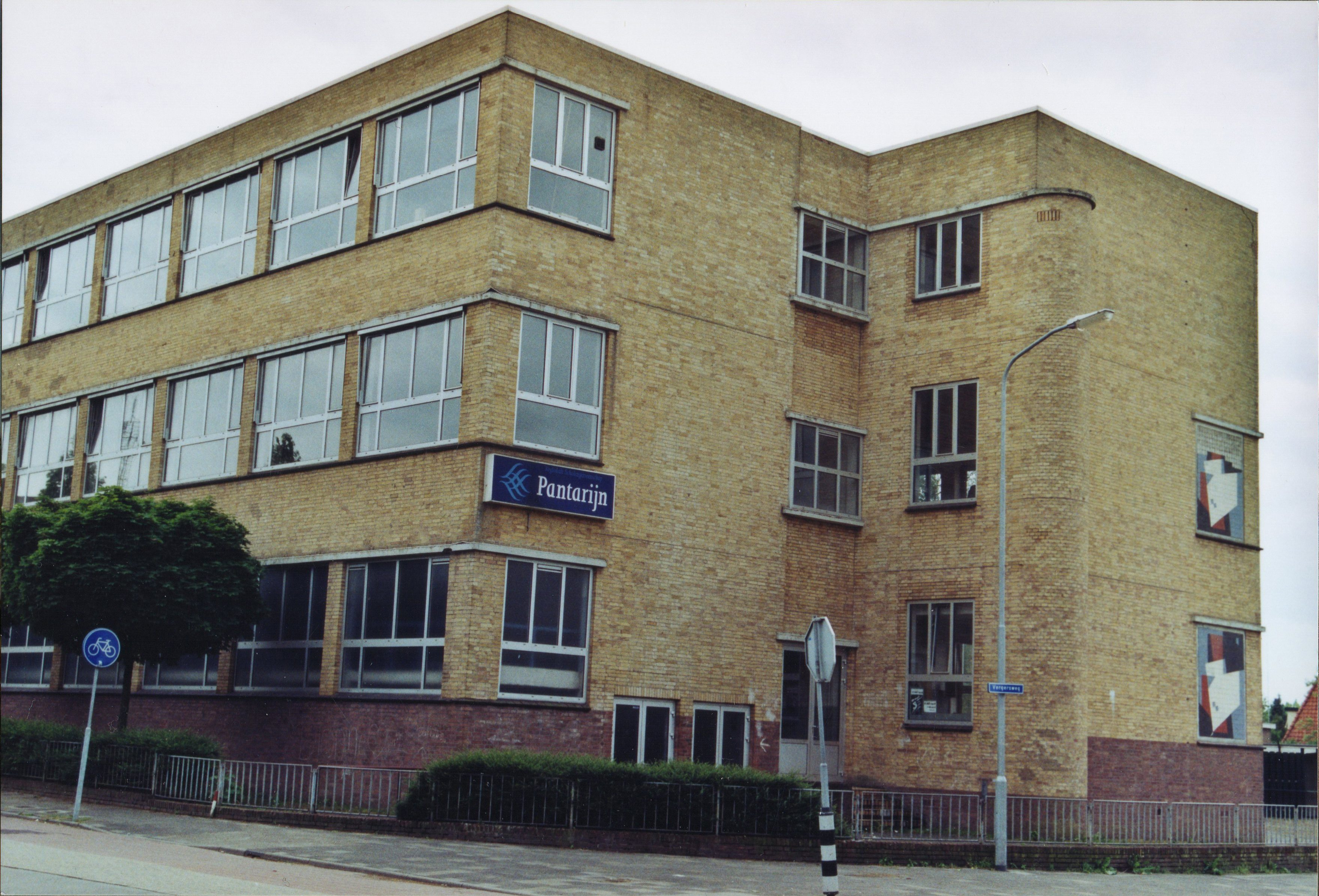
Tegeltableaus in zijgevel
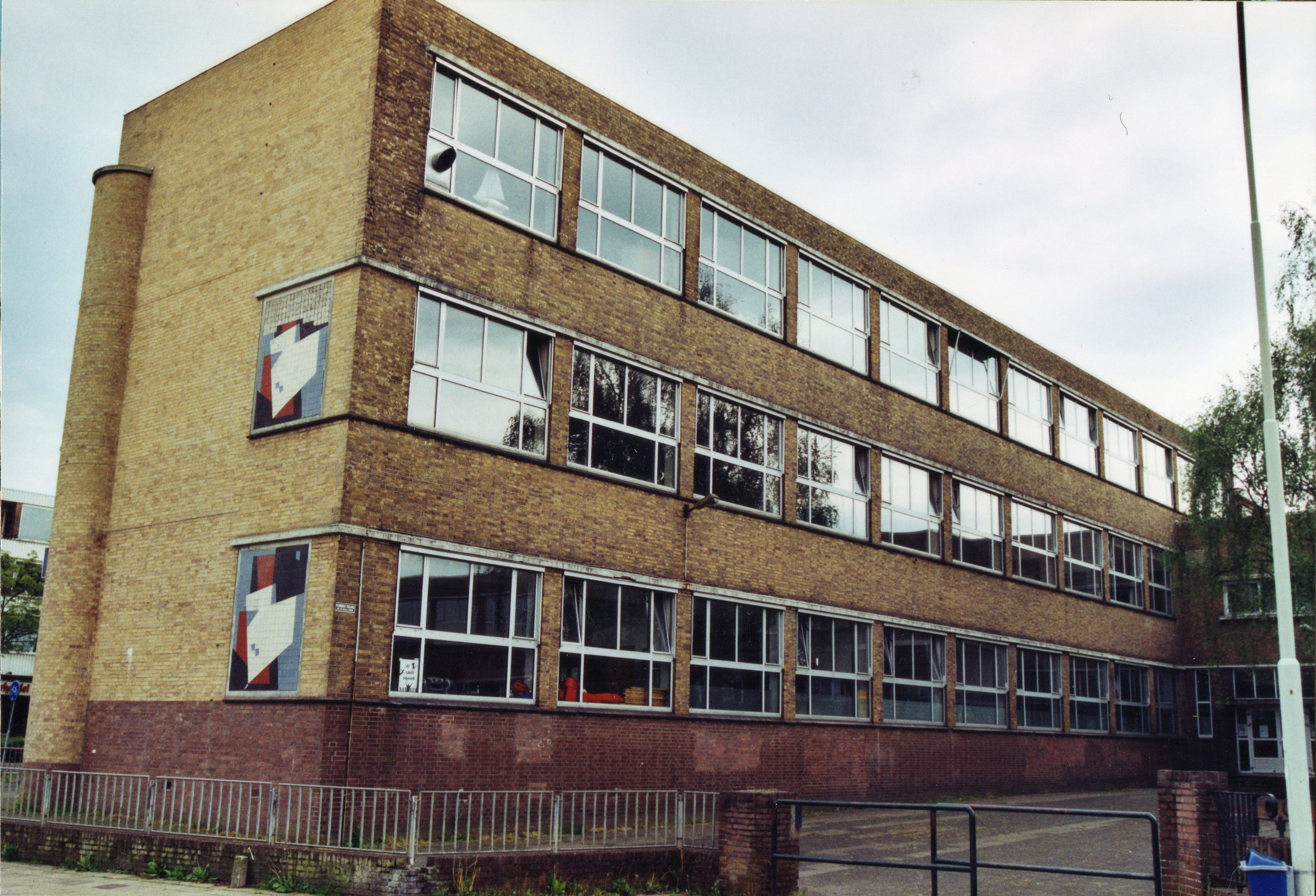
Hoofdingang Vergersweg